# 과들루프
과들루프(프랑스어: Guadeloupe; 앤틸리스 크레올: Gwadloup)는 대서양 카리브해의 서인도 제도에 있는 프랑스의 해외 레지옹으로 주도는 바스테르이다.

과들루프의 레지옹기

## 역사
1493년에 크리스토퍼 콜럼버스가 처음으로 과들루프에 상륙했다. 과들루프라는 이름은 콜럼버스가 신대륙 발견에 대한 감사의 의미로 스페인 에스트레마두라 지방 과달루페에 위치한 과달루페의 성모에서 이름을 따서 붙여진 이름이다. 1635년부터 프랑스의 지배를 받은 과들루프에서는 흑인 노예들에 의해 사탕수수 재배가 발전했다.
1759년에는 영국 군대가 과들루프를 점령했지만 1763년에 파리 조약이 체결되면서 철수했다. 1794년에는 영국 군대가 프랑스 혁명의 혼란을 틈타서 과들루프에 다시 한번 상륙했지만 프랑스 군대에 격퇴당하고 만다. 1810년에는 영국 군대가 과들루프를 점령했고 1813년에는 과들루프의 주권이 스웨덴에 넘어갔다. 1814년에 파리 조약이 체결되면서 과들루프는 프랑스에 반환되었고 프랑스 정부는 과들루프 기금을 설립하게 된다.
1848년에는 과들루프에서 노예 제도가 폐지되었고 1946년에는 프랑스의 해외 레지옹으로 개편되었다. 2007년에는 생마르탱과 생바르텔레미는 원래 과들루프의 일부였지만 과들루프에서 분리된 프랑스의 해외 영토가 되었다.

## 지리, 경제
과들루프는 카리브해 북서부와 대서양 서부에 위치하며 북쪽으로는 앤티가 바부다, 영국령 몬트세랫, 남쪽으로는 도미니카 연방과 접한다. 과들루프에서 가장 큰 2개의 섬은 서쪽에 위치한 바스테르섬, 동쪽에 위치한 그랑드테르섬이다. 그 외에 마리갈랑트섬, 라데지라드섬, 일드생트섬과 같은 적은 섬들이 과들루프를 형성한다.
바스테르섬과 그랑드테르섬은 좁은 해협을 사이에 두고 서로 떨어져 있다. 서쪽에 위치한 바스테르섬은 화산 활동의 영향으로 인해 형성된 고지대로서 숲이 많은 편이다. 그랑드테르섬은 석회암 지대를 띠고 있는 저지대로서 백사장이 많은 편이다.

### 기후
| Guadeloupe의 기후           | Guadeloupe의 기후 | Guadeloupe의 기후 | Guadeloupe의 기후 | Guadeloupe의 기후 | Guadeloupe의 기후 | Guadeloupe의 기후 | Guadeloupe의 기후 | Guadeloupe의 기후 | Guadeloupe의 기후 | Guadeloupe의 기후 | Guadeloupe의 기후 | Guadeloupe의 기후 | Guadeloupe의 기후 |
| 월                          | 1월               | 2월               | 3월               | 4월               | 5월               | 6월               | 7월               | 8월               | 9월               | 10월              | 11월              | 12월              | 연간              |
| --------------------------- | ----------------- | ----------------- | ----------------- | ----------------- | ----------------- | ----------------- | ----------------- | ----------------- | ----------------- | ----------------- | ----------------- | ----------------- | ----------------- |
| 일평균 최고 기온 °C (°F)    | 29.1 (84.4)       | 29.1 (84.4)       | 29.4 (84.9)       | 30.1 (86.2)       | 30.7 (87.3)       | 31.3 (88.3)       | 31.5 (88.7)       | 31.6 (88.9)       | 31.5 (88.7)       | 31.2 (88.2)       | 30.5 (86.9)       | 29.6 (85.3)       | 30.5 (86.9)       |
| 일일 평균 기온 °C (°F)      | 24.5 (76.1)       | 24.5 (76.1)       | 24.9 (76.8)       | 25.9 (78.6)       | 26.9 (80.4)       | 27.5 (81.5)       | 27.6 (81.7)       | 27.7 (81.9)       | 27.4 (81.3)       | 27.0 (80.6)       | 26.3 (79.3)       | 25.2 (77.4)       | 26.3 (79.3)       |
| 일평균 최저 기온 °C (°F)    | 19.9 (67.8)       | 19.9 (67.8)       | 20.4 (68.7)       | 21.7 (71.1)       | 23.1 (73.6)       | 23.8 (74.8)       | 23.8 (74.8)       | 23.7 (74.7)       | 23.3 (73.9)       | 22.9 (73.2)       | 22.1 (71.8)       | 20.9 (69.6)       | 22.1 (71.8)       |
| 평균 강수량 mm (인치)       | 84 (3.3)          | 64 (2.5)          | 73 (2.9)          | 123 (4.8)         | 148 (5.8)         | 118 (4.6)         | 150 (5.9)         | 198 (7.8)         | 236 (9.3)         | 228 (9.0)         | 220 (8.7)         | 137 (5.4)         | 1,779 (70.0)      |
| 평균 강수일수               | 15.0              | 11.5              | 11.5              | 11.6              | 13.6              | 12.8              | 15.4              | 16.2              | 16.6              | 18.1              | 16.6              | 15.7              | 174.6             |
| 평균 월간 일조시간          | 235.6             | 229.1             | 232.5             | 240.0             | 244.9             | 237.0             | 244.9             | 248.0             | 216.0             | 217.0             | 207.0             | 223.2             | 2,775.2           |
| 출처: Hong Kong Observatory |                   |                   |                   |                   |                   |                   |                   |                   |                   |                   |                   |                   |                   |

## 정치, 경제
과들루프는 프랑스의 해외 레지옹으로서 프랑스 하원에서는 4석, 프랑스 상원에서는 3석을 선출한다. 또한 유럽 연합 회원국의 특수 지역으로 분류되기 때문에 유로가 통용된다. 프랑스 과들루프의 주요 재배 농작물로는 사탕수수, 바나나, 카카오, 커피가 있다.

## 인구
| 연도        | 인구    | ±% p.a. |
| ----------- | ------- | ------- |
| 1967        | 305,312 | —       |
| 1974        | 315,848 | +0.49%  |
| 1982        | 317,269 | +0.06%  |
| 1990        | 353,431 | +1.36%  |
| 1999        | 386,566 | +1.00%  |
| 2007        | 400,584 | +0.45%  |
| 2012        | 403,314 | +0.14%  |
| 2017        | 390,253 | −0.66%  |
| 출처: INSEE |         |         |

## 주민
크레올들이 대부분을 차지하며 유럽인(주로 프랑스인)이나 인도인, 중국인 등이 있다. 언어는 프랑스어와 과들루프 크리올을 사용하고 종교는 로마 가톨릭교회가 다수를 차지한다.

## 언어
주민들의 거의 대부분은 프랑스어를 사용하지만 일부 주민들은 안틸리안 크리올이나 과들루프 크리올을 사용한다.

## 종교
인구의 약 80%가 로마 가톨릭을 믿고 일부는 개신교나 여호와의 증인 등의 종교를 믿는다.

## 관광
관광은 과들루프의 주요 수입원중 하나이다. 관광객은 주로 북미에서 오며 주로 유람선을 타고 온다.

## 교통
과들루프에는 여러 공항이 있다. 대부분의 국제 항공편은 푸앵타피트르 국제공항에 있다. 주요 항구는 푸엥타피트르 항구나 저지 항구이다.